# پلی اوت

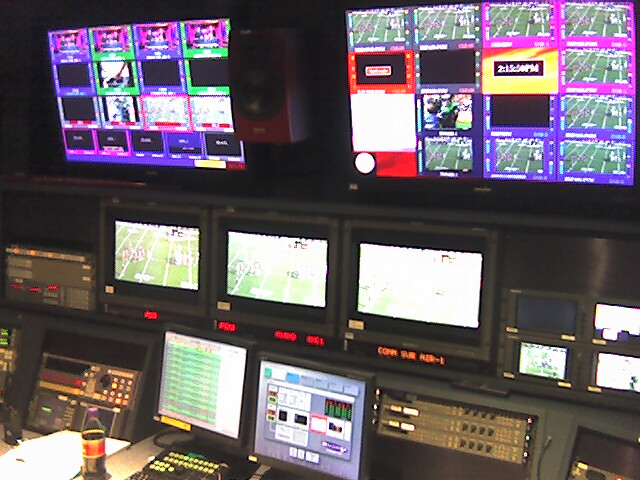
ESPNMasterControl

## پلی اوت
در فرایند پخش کانال، پلی آوت منبع نمایش اصلی یک کانال رادیویی یا تلویزیونی است که توسط یک ایستگاه پخش تولید می شود ، که با ارسال این سیگنال برای پخش اولیه یا پخش مستقیم به مخاطب از طریق هر شبکه ای ، همراه است. این شبکه‌های توزیع رادیویی یا تلویزیونی شامل ایستگاه پخش زمینی (آنالوگ یا دیجیتال)، شبکه‌های کابلی ، ماهواره‌ها ‏(برای پخش اولیه در نظر گرفته شده است که شامل تلویزیون کابلی یا برای دریافت مستقیم و ...) ، IPTV ، OTT Video، انتقال نقطه ای از طریق شبکه های مدیریت شده یا اینترنت عمومی و غیره می باشد.
پلی آوت کانال تلویزیونی در اتاق کنترل اصلی (MCR) و در یک منطقه پلی آوت اتفاق می افتد، که می تواند در اتاق مرکزی سازمان یا در مراکز پلی آوت ، ساخته شده باشد، که می تواند متعلق به یک ایستگاه تلویزیونی یا رادیویی باشد یا توسط یک متخصص مستقل شرکتی اداره شود که برای اجرای پلی آوت چند کانال از ایستگاه مختلف قرارداد بسته است.
برخی از بزرگترین مراکز پلی آوت در اروپا،جنوب شرق آسیا هستند و ایالات متحده آمریکا که به خوبی بیش از 50 آرشیو رادیویی و تلویزیونی را اداره می کند. آرشیو ها اغلب شامل چندین نسخه مختلف از یک سرویس اصلی، که معمولاً شامل نسخه‌های زبانی مختلف یا با محتوای برنامه‌ریزی شده اختصاصی، مانند نسخه های خروجی محلی برای اخبار یا تبلیغات هستند.
1. ↑  Pennington2008-01-28T18:10:01+00:00, Adrian. "Production: Why TV is playing away". Broadcast (به انگلیسی). Retrieved 2020-02-05.
2. ↑  TVTechnology. "BBC Broadcast's Broadcast Centre". TvTechnology (به انگلیسی). Retrieved 2020-02-05.